# Иерусалим — Ицхак Навон

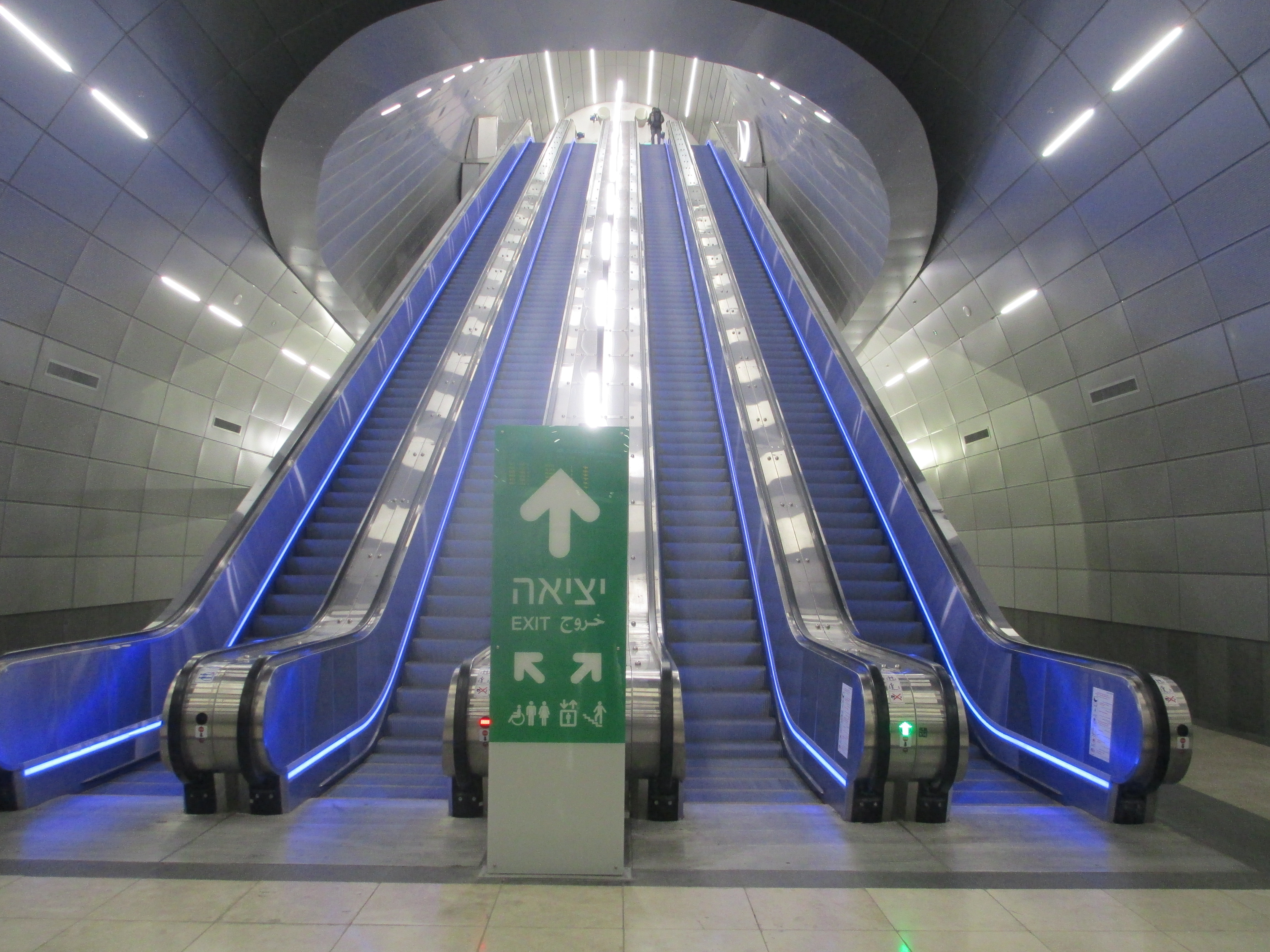

Иерусалим — Ицхак Навон (ивр. תחנת הרכבת ירושלים – יצחק נבון‎, Таханат ха-Ракевет Йерушалаим-Ицхак Навон) — пассажирский терминал израильской железной дороги в Иерусалиме, расположенный на проспекте Шазар, 6. Первоначально (на стадии проектирования) называлась железнодорожной станцией «Иерусалим — Ха-Ума».
Станция является восточной конечной железной дороги Тель-Авив — Иерусалим. Это самая глубокая в мире пассажирская станция для тяжёлых железных дорог, четвёртая по глубине подземная станция в мире и самая глубокая подземная станция за пределами бывшего Советского Союза, её платформы уходят вниз на 80 м ниже уровня улицы. Она расположена напротив Биньяней Ха-Ума и является частью крупного узла общественного транспорта, расположенного рядом с Центральным автовокзалом Иерусалима, а также рядом со станцией, обслуживающей ныне существующие и будущие линии иерусалимского скоростного трамвая.
Станция названа в честь уроженца Иерусалима Ицхака Навона, пятого президента Израиля.

## История
Строительство станции началось в 2007 году и было завершено в 2018 году, её стоимость составила около 500 миллионов шекелей (ок. 140 миллионов долларов США).
2 674 840 пассажиров воспользовались станцией в 2019 году, что сделало её 16-й по загруженности станцией в стране в то время. По мере того, как работы по электрификации продвигались на север по линии, стало возможным прямое сообщение из Тель-Авива без необходимости пересадки в аэропорту Бен-Гурион, и в результате рейтинг пассажиропотока станции ещё больше вырос, что сделало её пятой по загруженности железнодорожной станцией в стране и самой загруженной за пределами Тель-Авива (непосредственно выше предыдущего обладателя этого титула, Хайфа — Хоф-ха-Кармель) с 1 651 659 пассажирами на посадке или высадке в 2020 году.
В 2021 году 3 598 443 пассажира сели и высадились на станции, что не только превзошло показатели трафика до COVID (2019 г.), но и сделало станцию Навон четвёртой по загруженности в сети после станции Тель-Авивского университета.

## Устройство станции
Из-за ограничений, связанных со строительством железной дороги Тель-Авив — Иерусалим с уклоном, подходящим для перевозки пассажиров, платформы станций должны были быть построены на глубине 80 метров ниже уровня улицы, в конце туннеля, ведущего к железнодорожному мосту через Эмек ха-Аразим.
Подземная часть станции построена пилонной трёхсводчатой. На каждом боковом своде находится одна из двух островных платформ, и они соединены тремя парами переходов с центральным сводом. Длина платформ — 300 метров, а температура внутри остается неизменной круглый год.
В самом центральном своде находятся эскалаторы, скоростные лифты и лестницы, ведущие к наземному вестибюлю на 60 метров (200 футов) выше, где расположены кассы вокзала, билетные кассы, привокзальное кафе и другие службы.
Наземный вестибюль расположен на высоте 815 метров, при этом большая часть станции 60000 m² площади, расположенной под землей. Львиную долю подземной части занимает обширные логистические и операционные зоны. Станция может служить убежищем на случай обычной, биологической или химической атаки и может предоставить убежище 5000 человек. Из-за большой глубины станции в её подземной части есть большие вентиляционные системы, всасывающие воздух прямо с поверхности, которые также способны быстро откачивать воздух в случае пожара.

## Перспективы
С 2022 года добавляются дополнительные наземные входы с востока и юга в рамках крупного плана реконструкции города, реализуемого в районе станции.
Существует предлагаемый план продления железной дороги от станции к железнодорожной станции Иерусалим-Малха через новую подземную станцию в центре Иерусалима и ещё одну под исторической железнодорожной станцией Иерусалим-Хан.

## Галерея

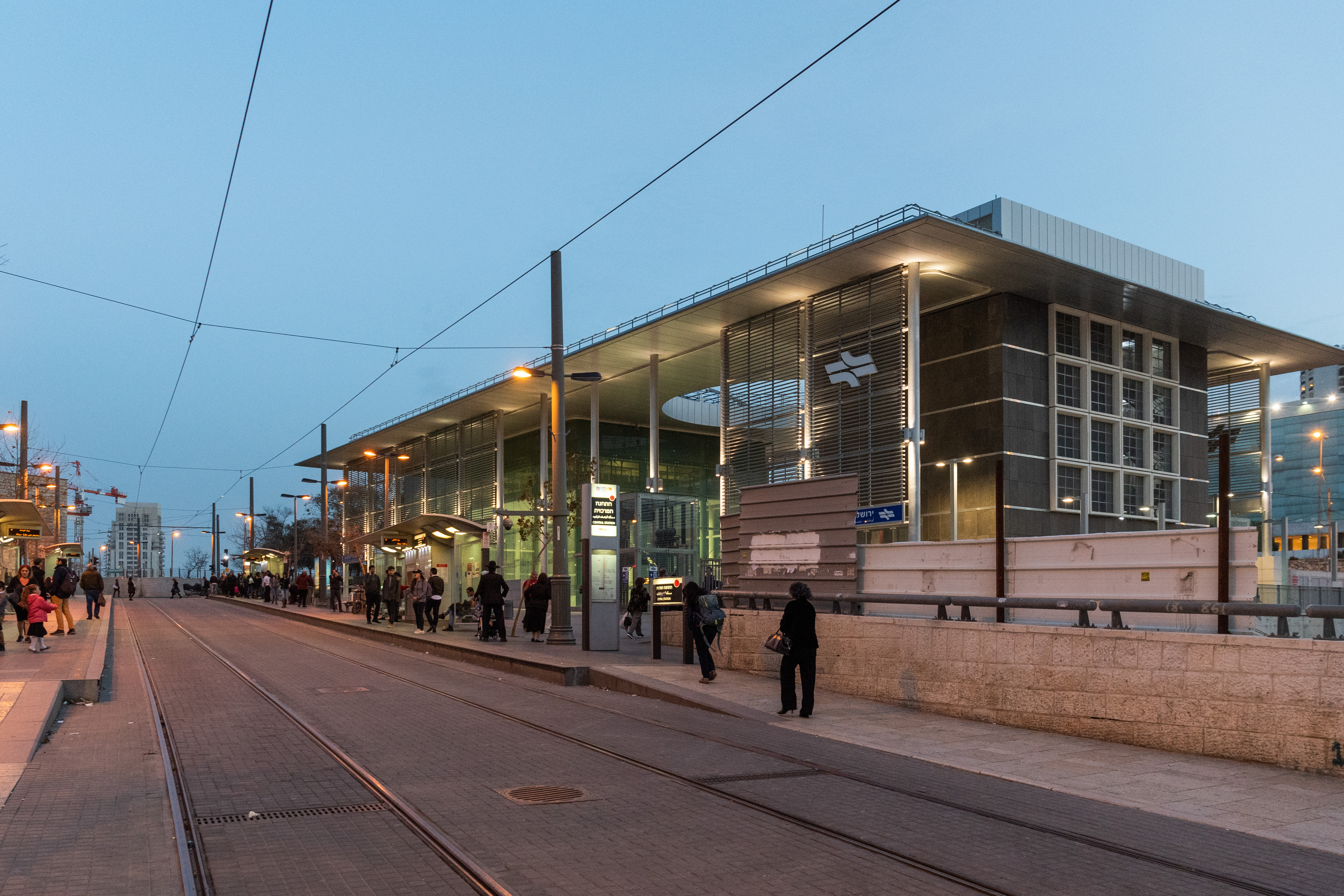
Наземный вестибюль станции
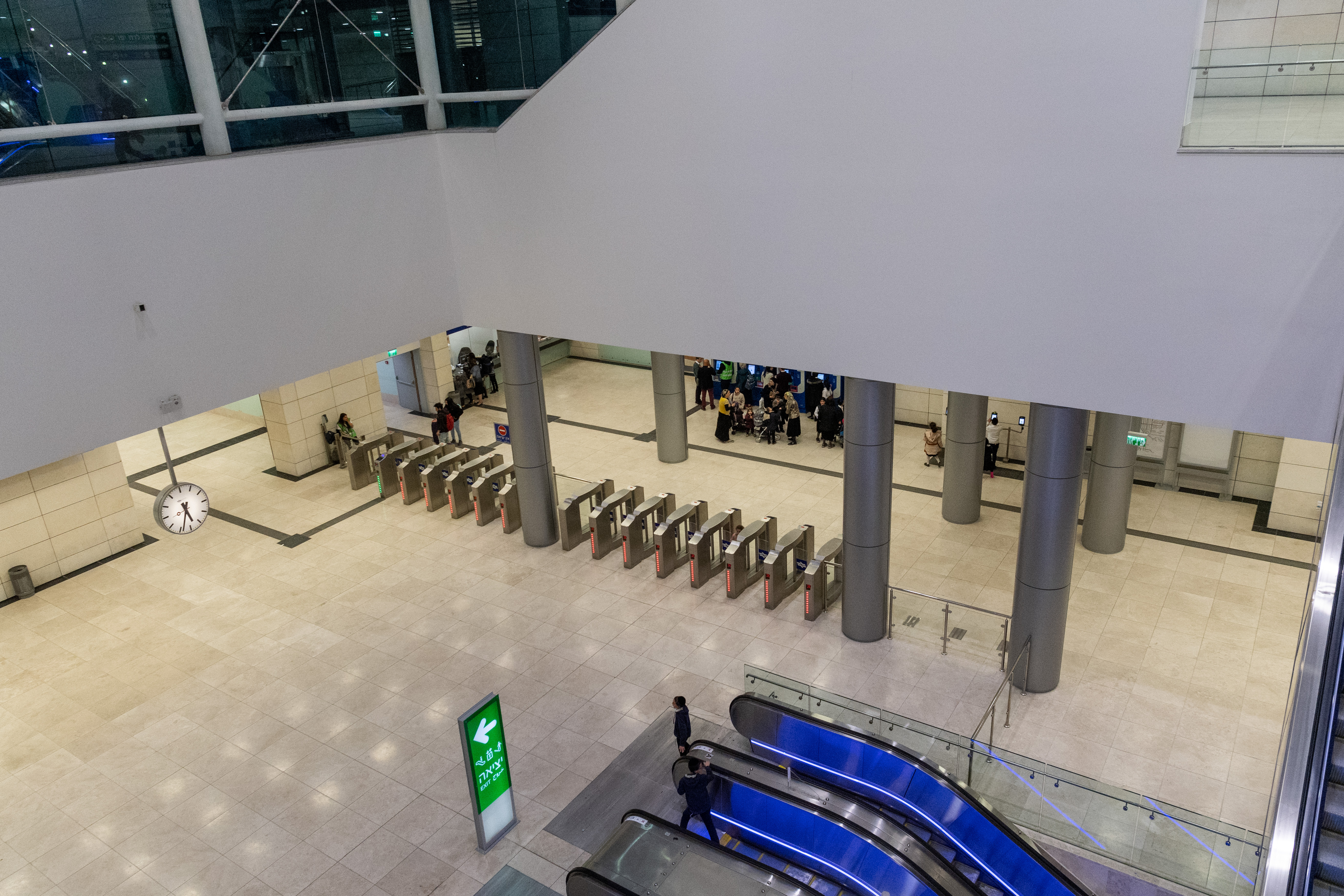
Подземный вестибюль
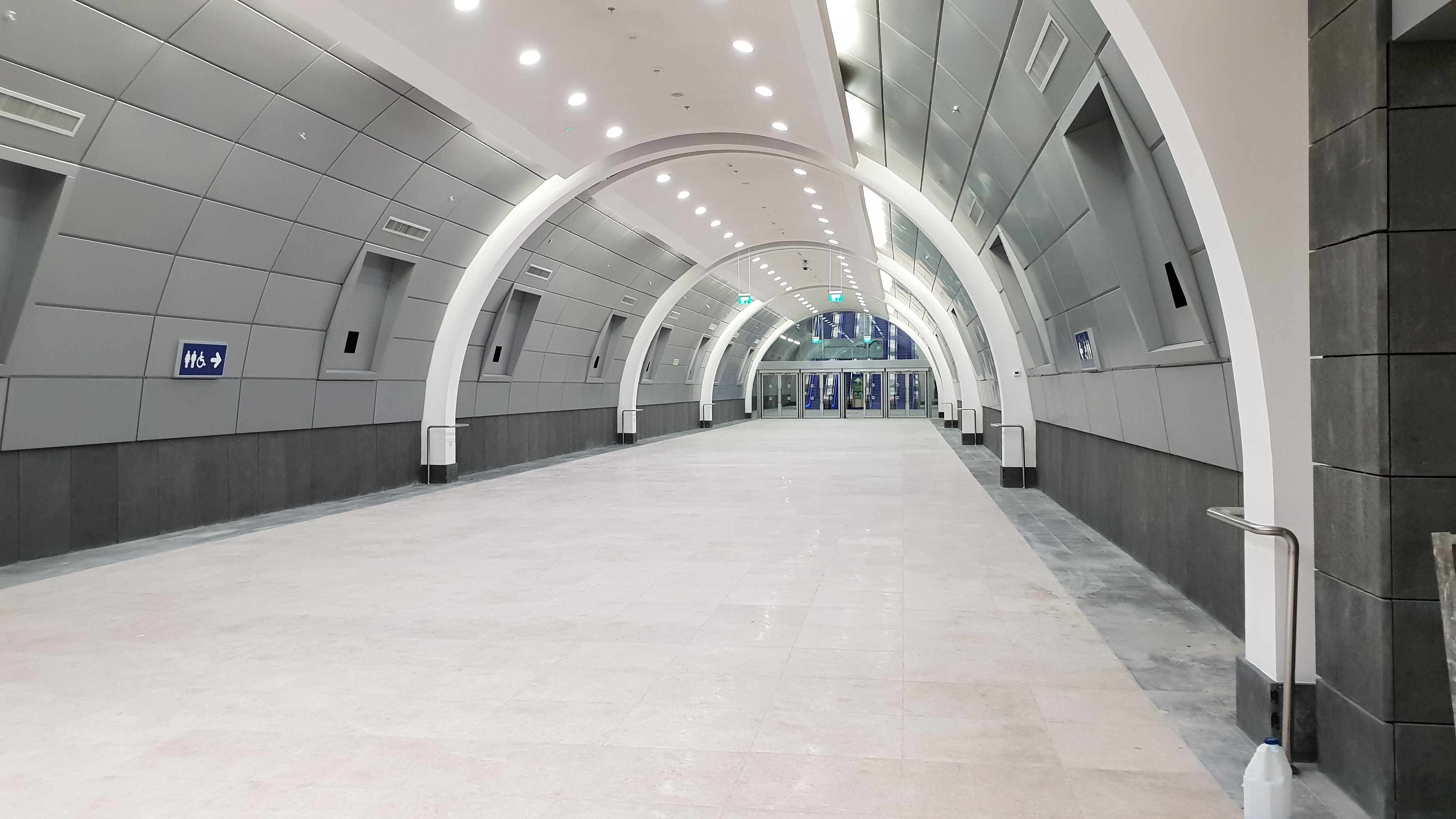
Переход между платформами
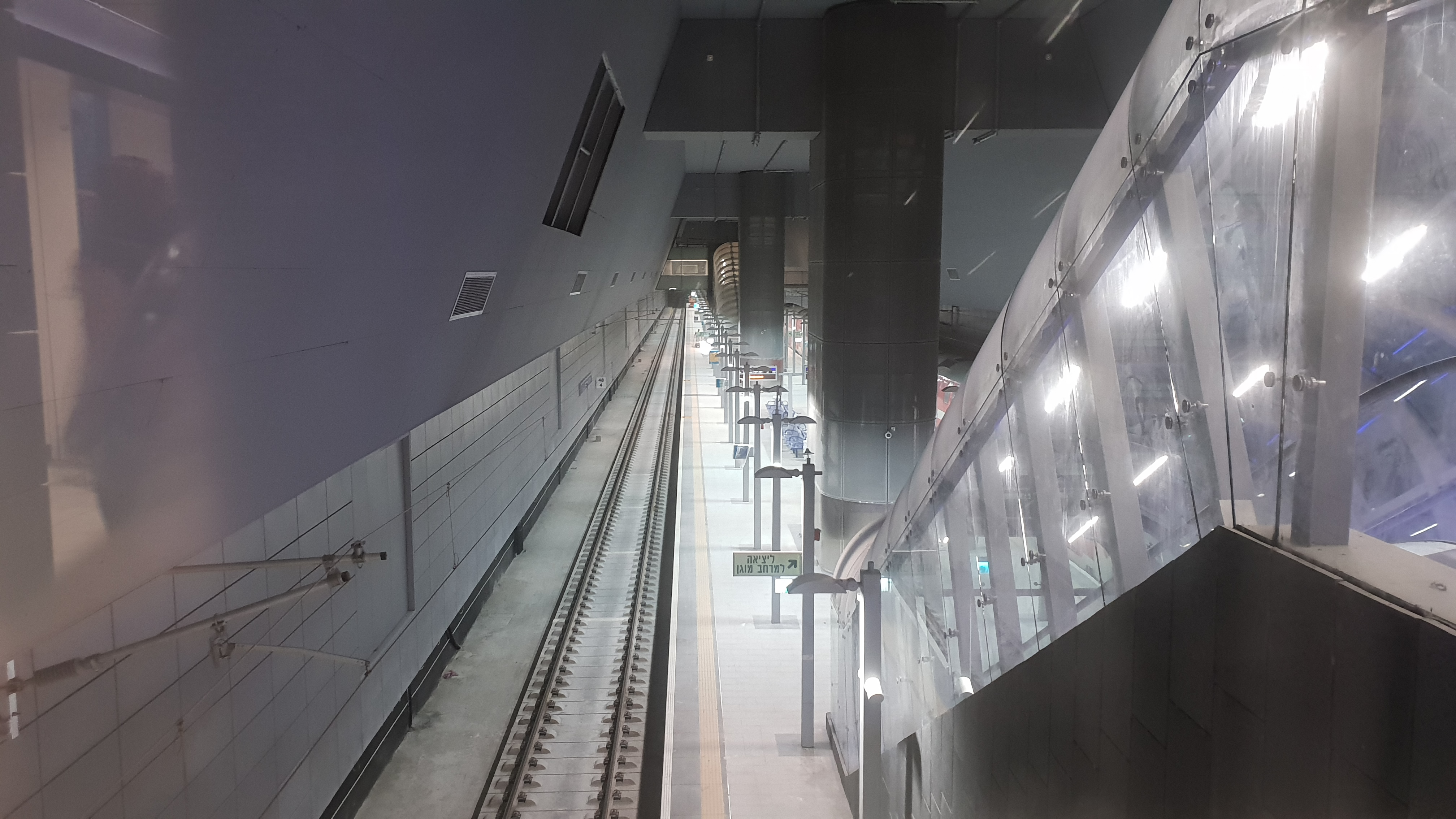
Платформа
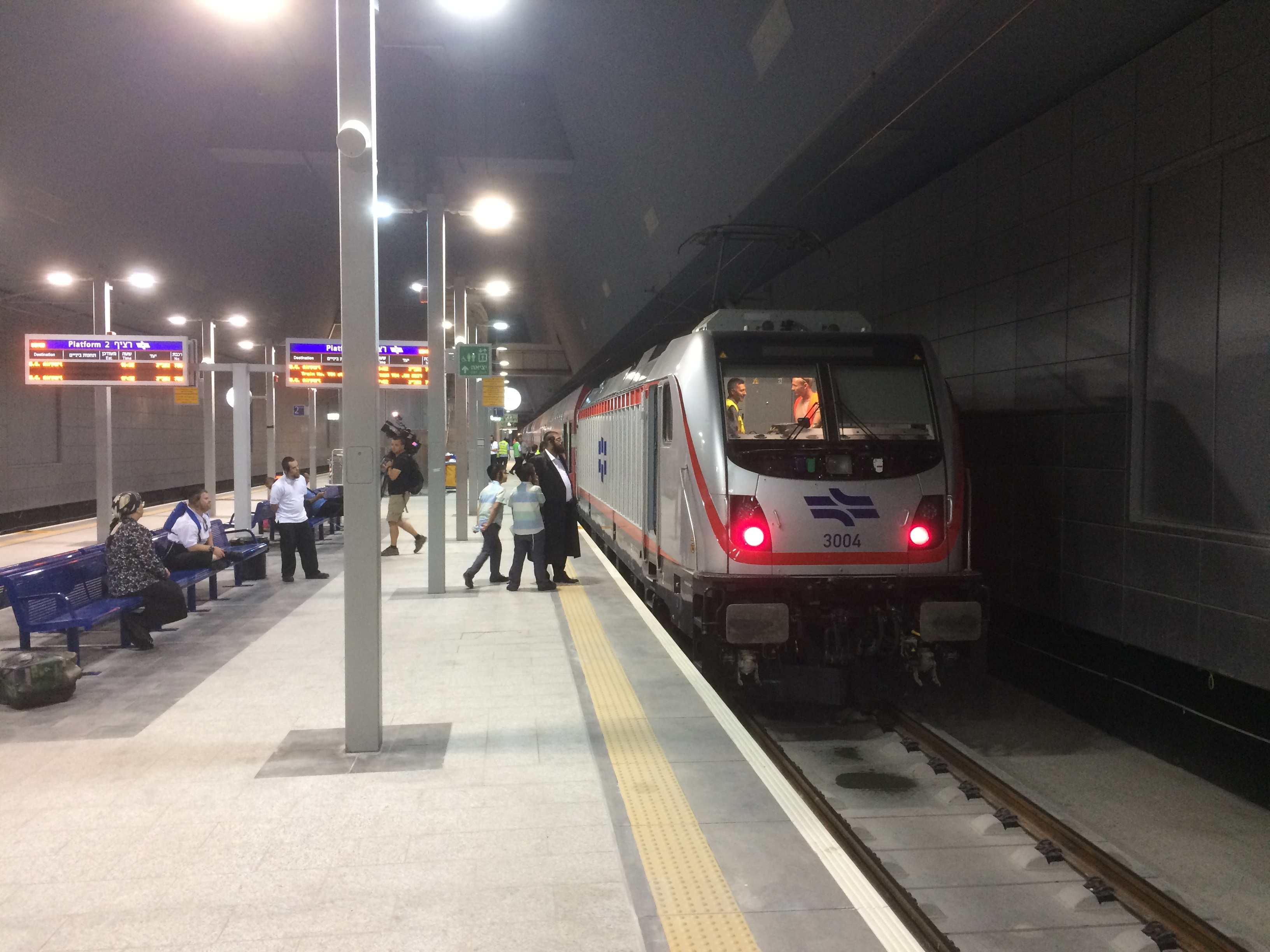
Поезд у платформы
Схема путевого развития станции